# الپاگ (کالیفرنیا)
الپاگ، کالیفرنیا (به انگلیسی: Alpaugh, California) یک منطقهٔ مسکونی در ایالات متحده آمریکا است که در کالیفرنیا واقع شده‌است.

## خصوصیات
الپاگ ۲٫۶۰۳ کیلومترمربع مساحت و ۱٬۰۲۶ نفر جمعیت دارد و ۶۵ متر بالاتر از سطح دریا واقع شده‌است.